# 無人機研究システム
無人機研究システム（むじんきけんきゅうシステム）は、偵察用無人機の効果的な運用方法及び装備化に必要な態勢整備の研究のために作られた、無人航空機である。防衛装備庁と富士重工業によって開発された。

## 開発
本機の開発に先立って、1995-2001年にかけて航空機から空中発射し、海上回収する「多用途小型無人機（TACOM）」の研究試作を実施。その結果、回収及び発進に労力と時間がかかること、波浪が強いと回収が困難などの問題があり、滑走路に着陸できる無人機を再度検討することとなった。
2001年度から2003年度に無人機研究システムの部内研究を行い、2004年度から2009年度に試作を実施。試作では、試験機4機、地上装置一式（屋内外の操作装置、着陸支援装置、無人機用バリア及び整備器材）、機上装置（発進母機用の指令パネル、重心調整用バラスト）を製作した。試験機は、前述の多用途小型無人機を基にして、着陸装置の追加、燃料増加とタンクの分散、燃料フィルタ・ポンプ形式の変更などが行われた。
2008年度から2011年度まで試験を実施。試験は、発進母機（F-15）に携行された状態での試験を主とするフェーズ I（2008年6月-2009年8月）と、母機から発進後の自立飛行を主とするフェーズ II（2009年8月-2011年12月）に分けて行った。フェーズ I は、岐阜基地、G空域、K空域、高尾山分屯基地で母機適合性試験を実施。フェーズ II では、硫黄島航空基地、S空域で自立飛行試験を実施した。
2012年度に部隊使用承認を得た。試作に関する総経費は約103億円であった。2016年度末に退役した。

## 性能

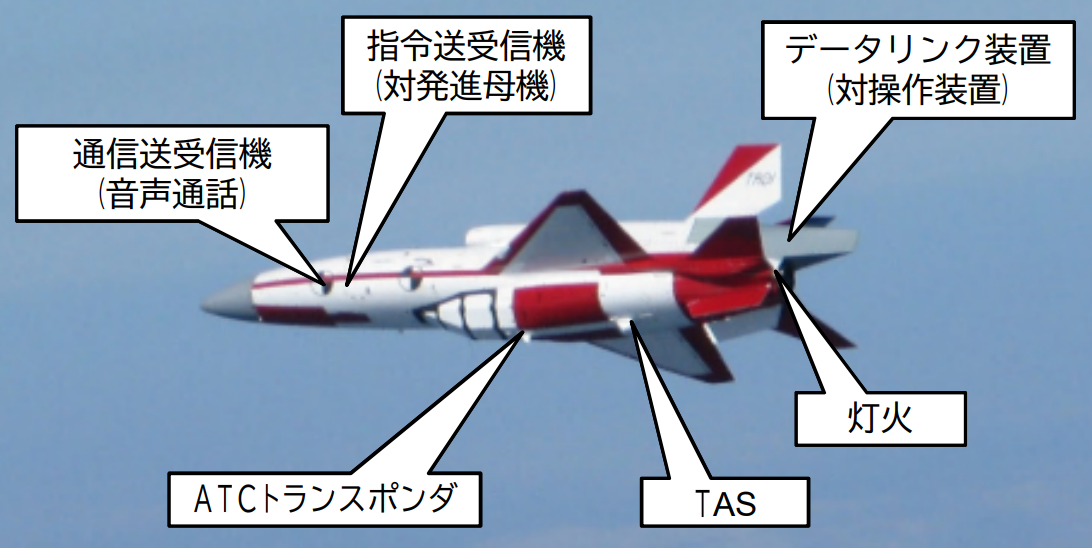
無人機研究システムの搭載機材など

F-15J搭載状態からの発進が可能で、プリプログラムで自律飛行が可能。また、状況によってはオーバーライド指令による飛行（地上装置からの経路変更など）が可能。
収集データを即時伝送するとともに、機内に記録、また、必要に応じて抽出データを地上装置に伝送可能。母機携行状態でも目標映像及び自機の諸元等のデータを収集可能。
移動目標への画像追随、固定目標への地点追随、画質調整、視軸方向の変更、高精度位置標定等の偵察機能を有する。高速・大容量のデータリンク技術などを用いて、リアルタイム画像伝送なども可能。
偵察任務や航空交通管制などの高度なミッションが極めて簡単に操作できる設計となっている。
地上装置では、飛行経路変更、緊急回避、着陸復行、着陸パターン変更、緊急廃棄、航空無線通話（無人機経由で管制官との通話）が可能。
発進母機からは無人機への給電のほか、帰投や緊急破棄の指令が可能。
ILS（計器着陸システム）ではなく、GPSを活用した航法システムを使用し、ジェット機による高速での飛行場への滑走着陸が完全に自動で可能。

## 現況
2024年時点で、1号機が入間基地内の修武台記念館、4号機が府中基地の敷地内に展示されている。

## 諸元
- 全長: 5.2 m[2]
- 全幅: 2.5 ｍ[2]
- 全高: 1.6 ｍ[2]
- 重量: 760 kg[2]
- 最大飛行高度: 12 km[3]

- エンジン: テレダイン J402-CA-702
- センサー: ウェスカム MX-15

## ギャラリー

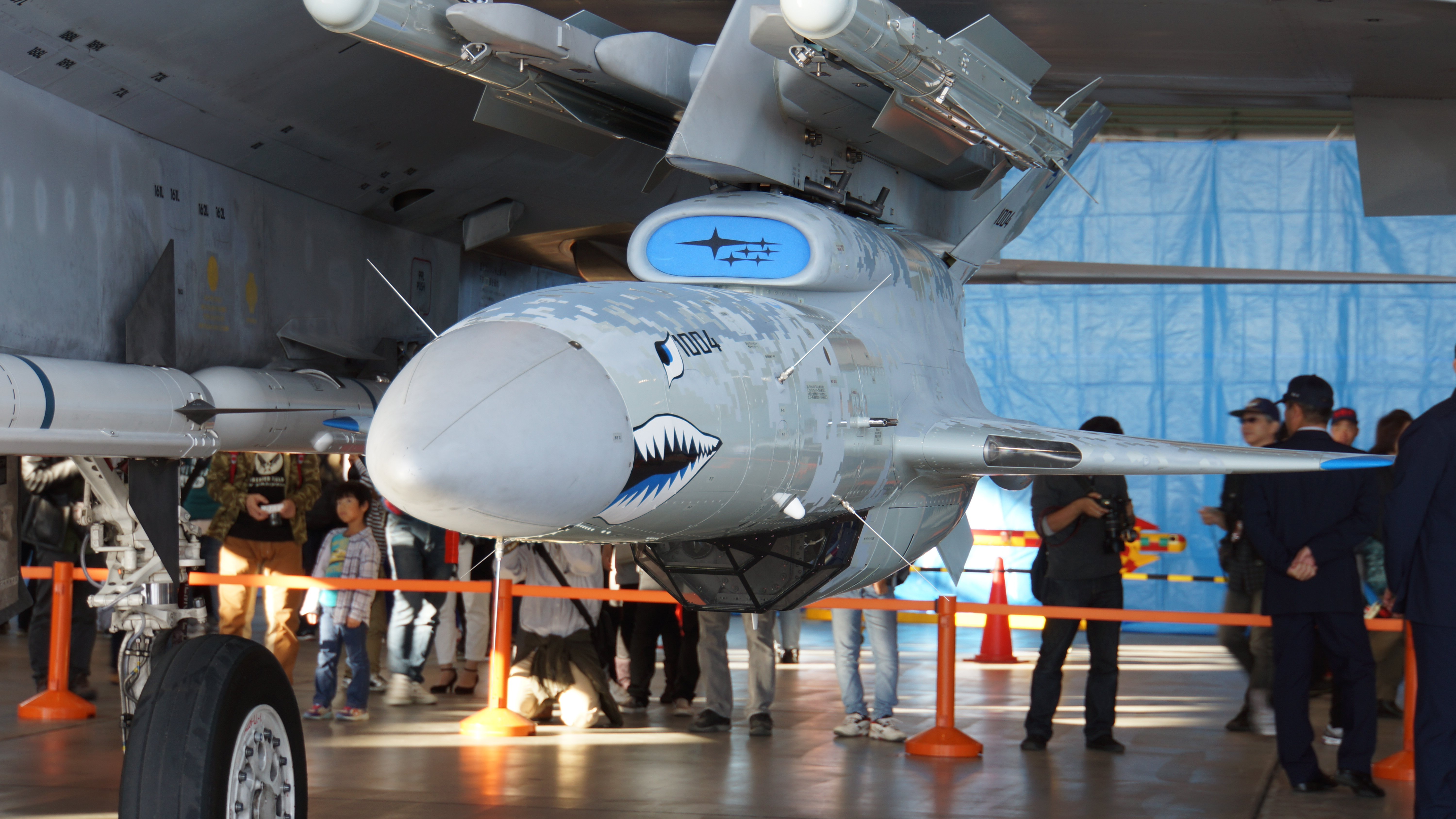
F-15Jに搭載
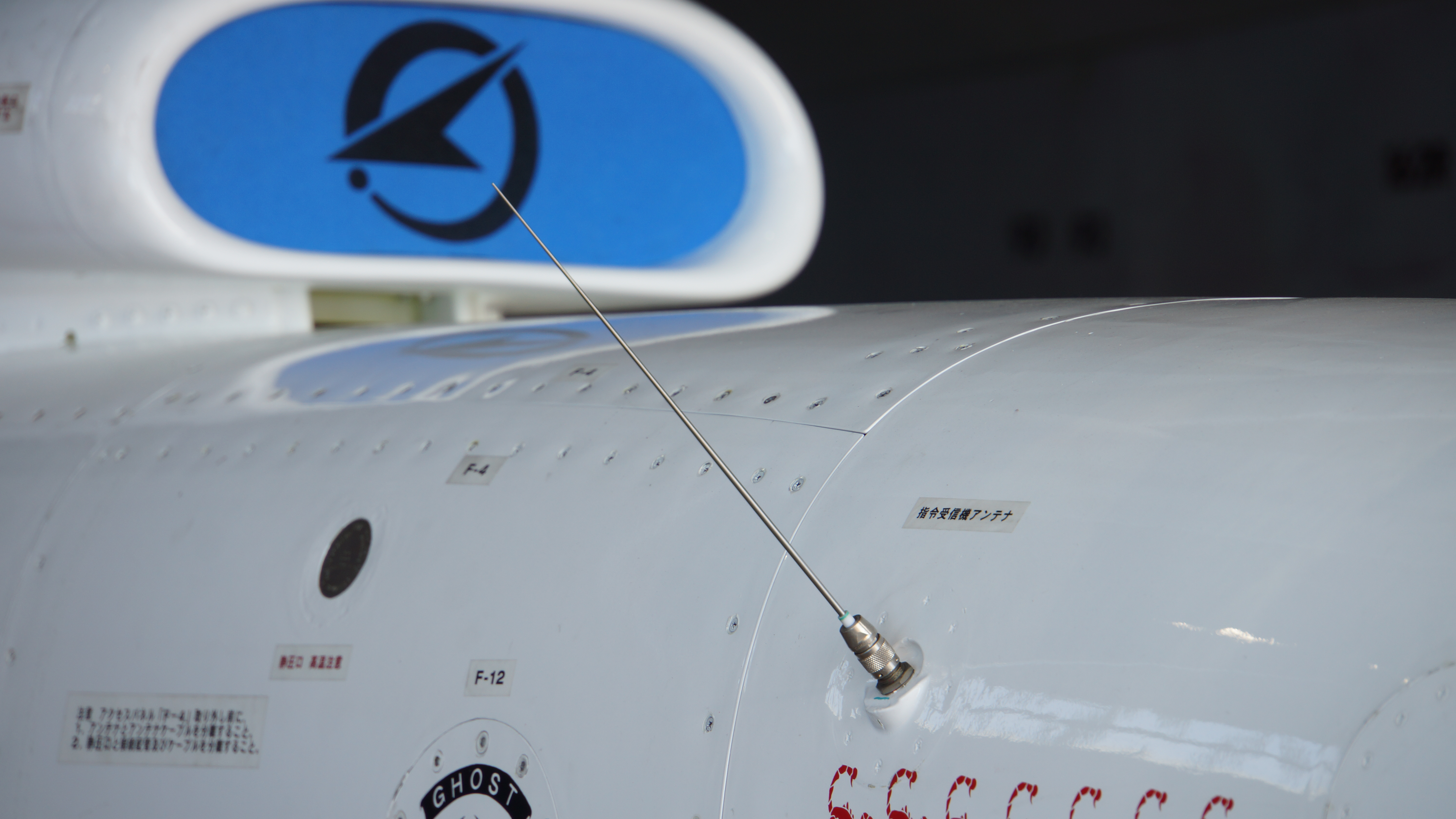
指令受信機アンテナ
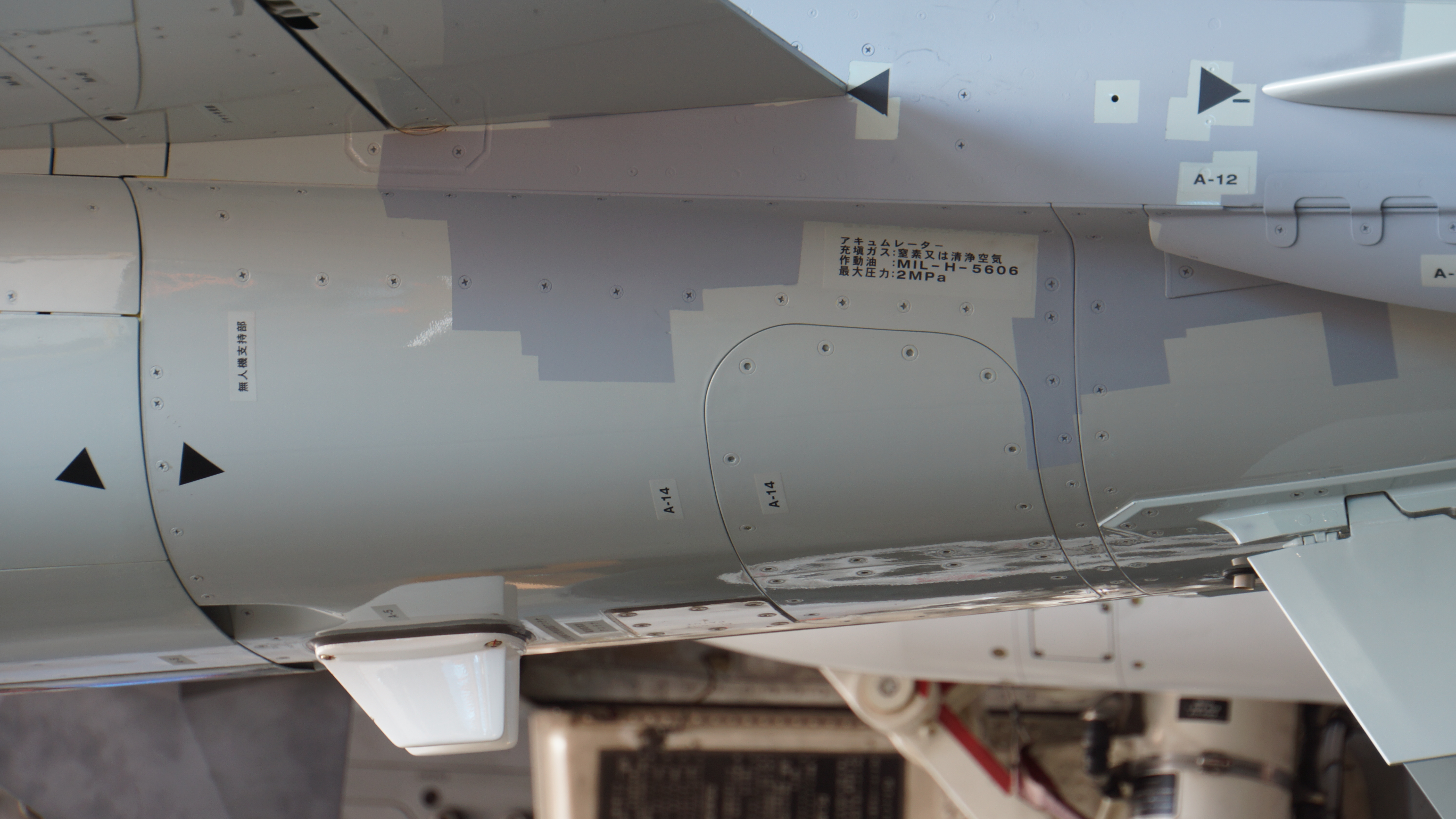
TAS（衝突防止装置）アンテナ
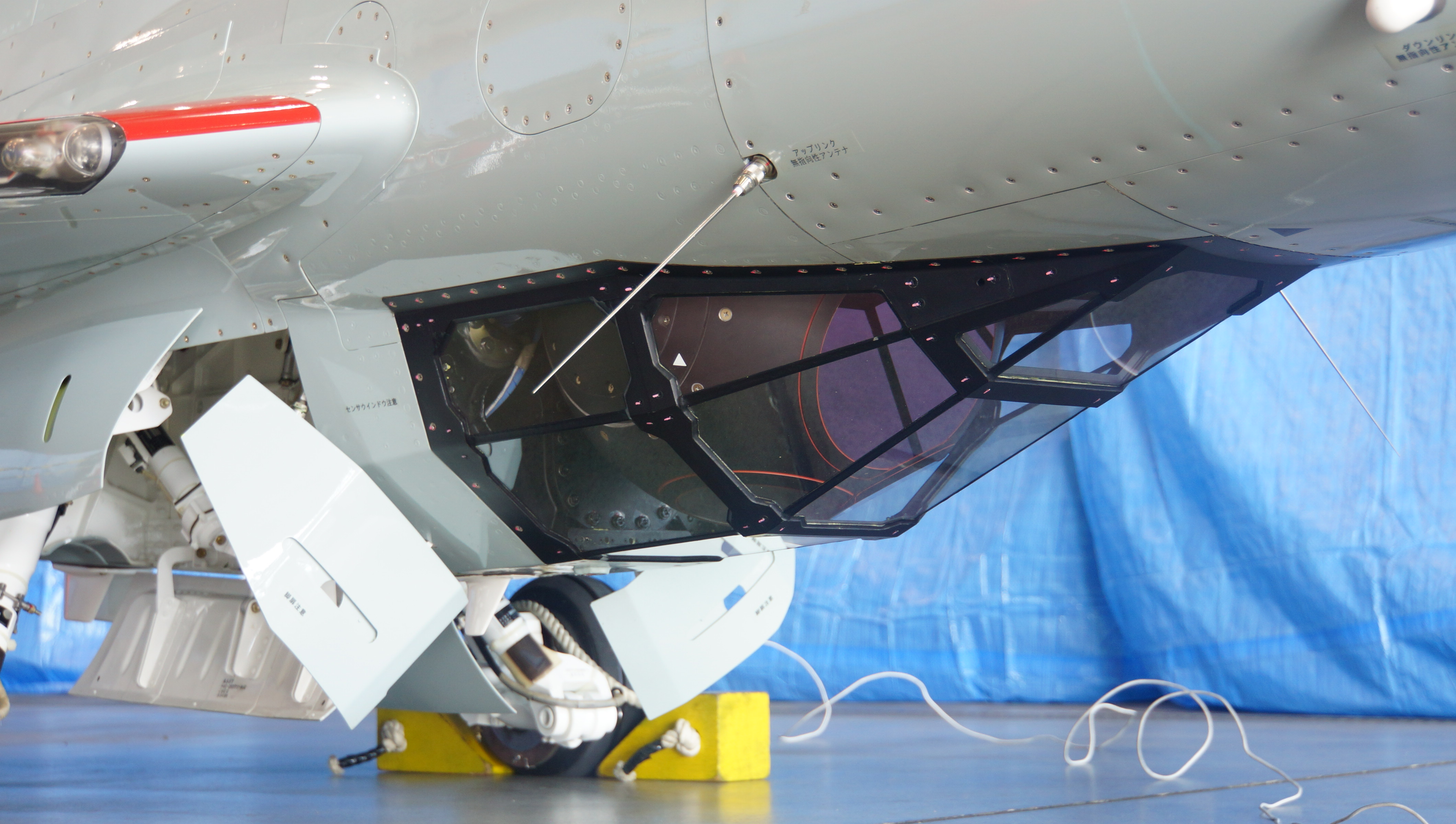
風防とセンサー
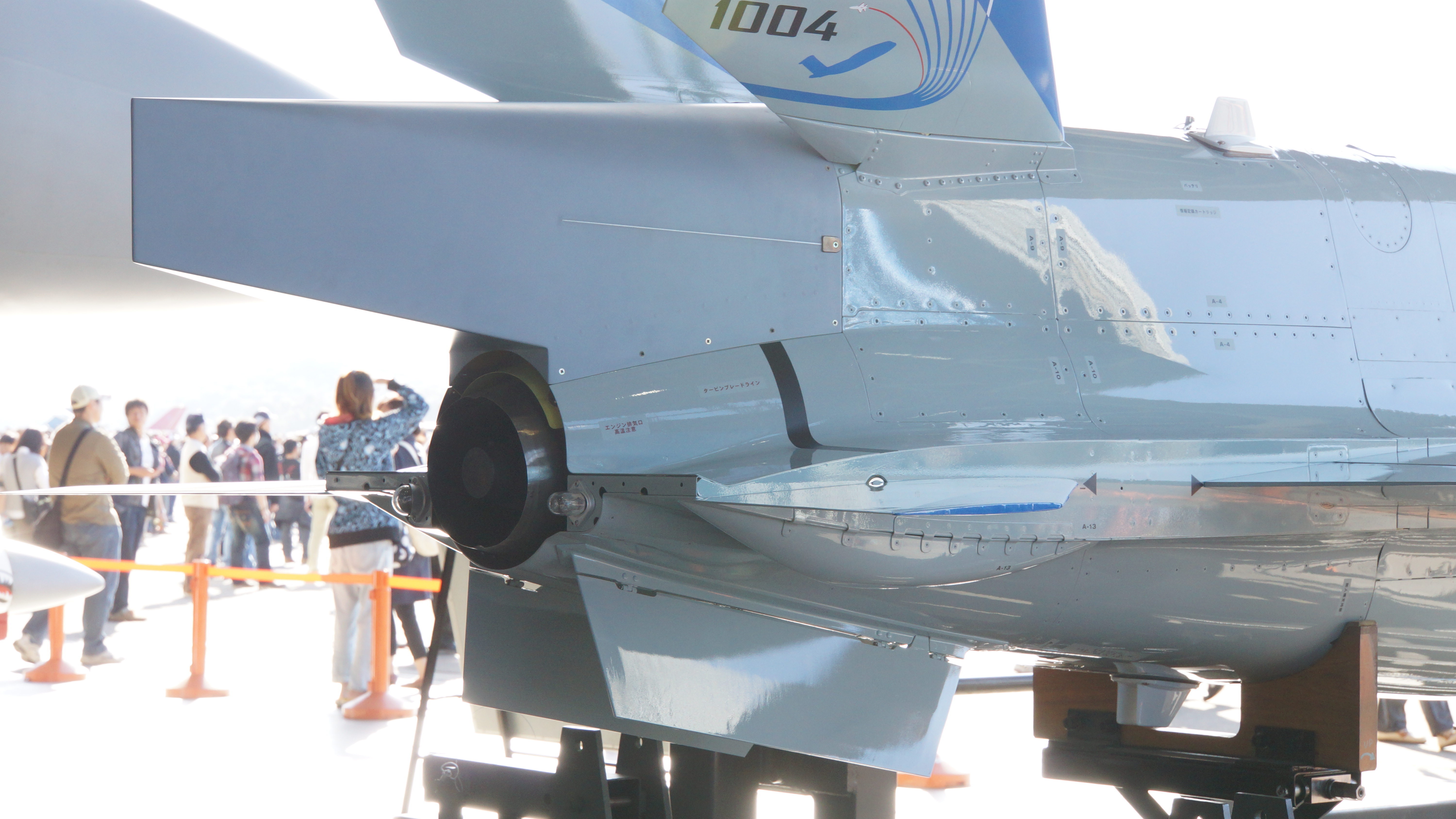
後部排気ノズル